# Totoa Nunatak
Totoa Nunatak är en nunatak i Antarktis. Den ligger i Östantarktis. Nya Zeeland gör anspråk på området. Toppen på Totoa Nunatak är 2 473 meter över havet, eller 69 meter över den omgivande terrängen. Bredden vid basen är 4,1 km.
Terrängen runt Totoa Nunatak är varierad. Trakten är obefolkad. Det finns inga samhällen i närheten. 